# Solenopsis insularis
Solenopsis insularis é uma espécie de formiga do gênero Solenopsis, pertencente à subfamília Myrmicinae.